# 캐릴 조셉
캐릴 조셉(Kahlil Joseph, 1978년 3월 27일 ~ )은 인도의 배우, 가수, 연극 배우, 텔레비전 배우이다.
뉴델리에서 태어났다.

## 영화
- 더 라인 (2009년)
- 우리 생애 나날들 (1965년)